# بيتى جاريت
بيتى جاريت (بالإنجليزية: Betty Garrett )‏ (و. 1919 – 2011 م) هي مغنية، وراقصة، وممثلة مسرحية، وممثلة أفلام، وممثلة تلفزيونية أمريكية، ولدت في سانت جوزيف، توفيت في لوس أنجلوس، عن عمر يناهز 92 عاماً، بسبب أم الدم الأبهرية.

## التعليم
تعلمت في مدرسة نيبرهود للمسرح ‏.

## وصلات خارجية
- بيتى جاريت على موقع IMDb (الإنجليزية)
- بيتى جاريت على موقع الموسوعة البريطانية (الإنجليزية)
- بيتى جاريت على موقع ألو سيني (الفرنسية)
- بيتى جاريت على موقع ميوزك برينز (الإنجليزية)
- بيتى جاريت على موقع تيرنر كلاسيك موفيز (الإنجليزية)
- بيتى جاريت على موقع أول موفي (الإنجليزية)
- بيتى جاريت على موقع قاعدة بيانات برودواي على الإنترنت (الإنجليزية)
- بيتى جاريت على موقع قاعدة بيانات الأفلام السويدية (السويدية)
- بيتى جاريت على موقع إن إن دي بي (الإنجليزية)
- بيتى جاريت على موقع ديسكوغز (الإنجليزية)